# Ramona Graeff
Ramona Graeff alias The Teacher (* 21. Februar 1998 in Rheinland-Pfalz) ist eine 1,67 m große, deutsche Boxerin in der Gewichtsklasse Superfedergewicht.

## Leben und erste Berührungen mit dem Boxen
Ramona Graeff wurde am 21. Februar 1998 Uhr in Rheinland-Pfalz, Deutschland geboren. Auf der Grundschule, die sie dort besuchte, übersprang sie die dritte Klasse. Mit 10 Jahren fand der Wechsel auf ein Gymnasium statt, auf welchem sie die achte Klasse überspringen konnte. Mit 13 Jahren zog sie mit ihrer Familie nach Köln und besuchte dort eine Klasse explizit für Hochbegabte. Mit 16 Jahren verlagerte sie ihren Wohnort nach Heidelberg, um an ihrer Amateur-Boxkarriere weiterzuarbeiten. Ein Jahr danach verschlug es sie nach Düsseldorf-Oberbilk, wo sie begann Mathematik an der Heinrich-Heine-Universität zu studieren. Neben dem Studium trainierte sie weiter und verfolgte ihr Ziel Profiboxerin zu werden.

## Amateurkarriere
Graeff begann als Kleinkind mit Kampfsport. Zuerst Kung-Fu, dann Kickboxen und ab ihrem 11. Lebensjahr dann der Wechsel zum Boxen. 2017 nahm sie an der U22-Europameisterschaften im Boxen in Brăila teil.
Bis 2021 kämpfte sie im Deutschen Amateurbereich und für die deutsche Nationalmannschaft.

## Profikarriere
Im Jahr 2021 entschied sich Graeff gegen eine weitere Amateurkarriere. Ihren ersten Profikampf bestritt sie im Atlantis, The Palm Hotel in Dubai, UAE. Sie kämpfte die vollen 4 Runden gegen Karina Szmalenberg und gewann ihren ersten Profikampf nach Punkten. Ihren zweiten Kampf absolvierte sie in der Classic Remise in Düsseldorf. Hier gewann sie ebenfalls nach Punkten gegen Marina Sakharov. Als drittes stieg sie gegen Anisha Basheel erneut in Dubai in den Ring. Auf der Veranstaltung in dem Duty Free Tennis Stadium, gewann sie nach 6 Runden nach Punkten. Zuletzt kämpfte Ramona Graeff um den WBA Gold World Super Feather Title in der Historischen Stadthalle in Wuppertal. Sie gewann diesen Kampf nach Punkten gegen die venezolanische Profiboxerin Alys Sanchez. Durch den Sieg ist sie die Pflichtherausforderin für die Weltmeisterin Hyun Mi Choi. Im Sommer 2022 trennte sie sich von ihrem bisherigen Management.
Sie steht (Stand Juli 2022) auf Rang 3 der Weltrangliste im Superfliegengewicht der WBA.
| Jahr | Tag          | Ort                                 | Gegner            | Ergebnis für Graeff |
| ---- | ------------ | ----------------------------------- | ----------------- | ------------------- |
| 2021 | 13. August   | Hotel Atlantis, The Palm, Dubai     | Karina Szmalenerg | Sieg / UD           |
| 2021 | 13. November | Hotel Novotel Madrid Center, Madrid | Marina Sakharov   | Sieg / UD           |
| 2022 | 26. März     | Duty Free Tennis Stadium, Dubai     | Anisha Basheel    | Sieg / UD           |
| 2022 | 15. Juli     | Historische Stadthalle, Wuppertal   | Alys Sanchez      | Sieg / UD           |

Quelle BoxRec-Statistik